# إبراهيم طوبال
إبراهيم طوبال (1924 - 1990)، سياسي ودبلوماسي تونسي. ولد في المهدية ودرس بالمدرسة الصادقية. تولى تنظيم الشبيبة الدستورية ومظاهرات معادية لفرنسا مناديا باستقلال تونس. غادر تونس سنة 1947 إلى طرابلس ليبيا ثم إلى مصر حيت انخرط في مكتب المغرب العربي تحت رئاسة الأمير عبد الكريم الخطابي، وبقي هناك مدة طويلة، حيت تعرف على زعماء الثورة المصرية. وعند اندلاع الصراع بين بورقيبة وصالح بن يوسف عام 1955م أعلن انحيازه إلى الاخير، وكان بمثابة ذراعه الأيمن. وانضم إلى لجنة تحرير المغرب العربي، كما انخرط في الثورة الجزائرية، واحتضنته الجزائر بعد انتصارها، فكانت له مكانته الخاصة هناك. وقام بادوار مصالحة بين مختلف الفصائل الفلسطينية، وعرف بتحركاته وتنقلاته بين مختلف الدول العربية والاجنبية، مستغلا علاقاته بعديد من الشخصيات والزعماء لخدمة القضايا العربية. ساهم في إصدار العديد من المجلات والصحف العربية.

## وفاته
سنة 1983 أصيب بسرطان الحنجرة وقاومه لسنوات إلى أن توفي باإحدى مصحات جنيف في سويسرا في 13 يوليو 1990 ونقل جثمانه إلى مسقط رأسه بالمهدية حيث دفن في موكب حضره عدد كبير من رجال السياسة والثقافة في تونس والمنطقة العربية.

## من مؤلفاته
ألف عدة كتب منها:
- كتاب: البديل الثوري في تونس.
- كتاب: مأساة أحمد بن صالح.
- كتاب: سقوط البورقيبية.